# Heerlen-Centrum
Heerlen-Centrum is een wijk van het stadsdeel Heerlen-Stad in de gemeente Heerlen.
Heerlen-Centrum bevat, naast het eigenlijke stadscentrum, ook de buurten Op de Nobel, 't Loon en Lindeveld.
Heerlen-Centrum wordt ruwweg begrensd door: In het westen de autoweg N281, in het noorden door de spoorlijn Sittard - Herzogenrath, in het oosten door het dal van de Caumerbeek en in het zuiden door de Welterlaan. In het dal van de Caumerbeek ligt het voormalige hellingbos en huidige stadspark Aambos. De belangrijkste winkelstraat van Heerlen, de Saroleastraat tussen station Heerlen en het centrale Bongerdplein, is vernoemd naar de initiatiefnemer van de spoorlijn Sittard - Herzogenrath, Henri Sarolea.
Heerlen-Centrum omvat - naast het winkelcentrum - vrijwel alle stedelijke voorzieningen: het station, grote kantoren zoals het hoofdkantoor van het ABP, musea zoals het Thermenmuseum, en de historische Sint-Pancratiuskerk. Ook het gemeentehuis van Heerlen bevindt zich in deze wijk.
Stadsdelen: Heerlerbaan · Heerlerheide · Heerlen-Stad · Hoensbroek

Wijken: Aarveld-Bekkerveld · De Beitel · Caumerveld-Douve Weien · Eikenderveld · Heerlen-Centrum · Heerlerbaan-Oost · Heerlerbaan-West · Passart · De Hei · Heksenberg · Hoensbroek-De Dem · De Koumen · Maria-Gewanden-Terschuren · Mariarade · Meezenbroek-Schaesbergerveld · Molenberg · Nieuw Lotbroek · Rennemig-Beersdal · Schandelen-Grasbroek · Vrieheide-De Stack · Welten-Benzenrade · Woonboulevard-Ten Esschen · Zeswegen-Nieuw Husken

Buurtschappen en gehuchten: De Euren · Heihoven · Imstenrade · Schurenberg · Terschuren

Limburg: Steden en dorpen      Nederland: Provincies · Gemeenten